# Świebodzice
Świebodzice là một thị trấn thuộc huyện Świdnicki, tỉnh Dolnośląskie ở miền tây nam Ba Lan. Thị trấn có diện tích 30 km². Đến ngày 1 tháng 1 năm 2011, dân số của thị trấn là 22890 người và mật độ 752 người/km².